# Mitología de las Aguas

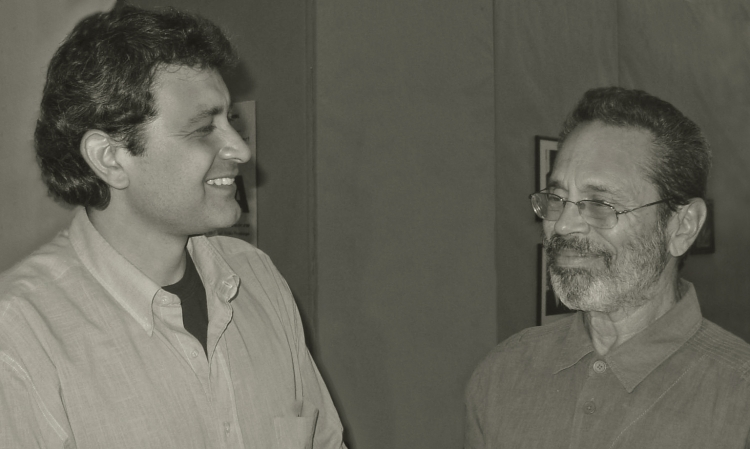
Sef Albertz & Leo Brouwer. Juntos, el intérprete-dedicatario y el compositor de Mitología de las Aguas

Mitología de las aguas es el título de una obra para flauta y guitarra del compositor cubano Leo Brouwer, escrita en el año 2009 para el guitarrista y compositor alemán-venezolano Sef Albertz.

Brouwer define a esta obra como su primera sonata para flauta y guitarra, y dedicó especialmente la composición a Albertz, quien tocó el estreno en la ciudad alemana de Leipzig el 4 de septiembre del mismo año, en la iglesia Peterskirche, como parte del concierto de clausura del Festival Internacional "Con Guitarra", bajo el patrocinio cultural de la Sección alemana de la UNESCO
La duración total de esta composición, dividida en cuatro movimientos, es de aproximadamente 25 minutos. Aunque Brouwer rehúsa confinarla a una mera descripción o imitación de la naturaleza, la música de esta monumental "sonata", es una especie de cartografía musical de América latina, con sus más emblemáticos paisajes, caracteres y culturas. "La composición es una suerte de film sonoro sobre la poderosa fuerza elemental de las aguas de mi continente; nosotros tenemos el Amazonas! Esta música son reflexiones sobre ello":

I. Nacimiento del Amazonas

(Brasil)

II. El lago escondido de los Mayas

(Centroamérica)

III. El Salto del Ángel

(Venezuela)

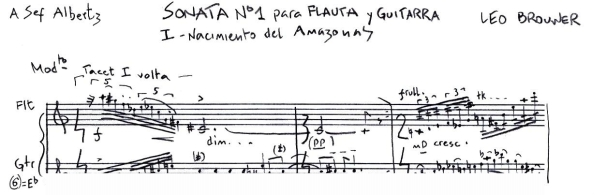
Fragmento del manuscrito de Mitología de las aguas

IV. El güije, duende de los ríos de Cuba

(El Caribe)

El uso de la scordatura en la guitarra, con el constante apoyo casi "pedal" sobre la cuerda grave en mi bemol ("S", en la nomenclatura musical alemana) es un simbolismo musical, el cual denota la presencia del dedicatario (Sef) a través del discurso musical. Ya en el mismo inicio de la obra, Brouwer introduce el motivo "SEF" en retrógrado combinándolo con algunos de los intervalos más característicos de su propio mundo sonoro (segunda menor, cuarta justa, quinta disminuida):

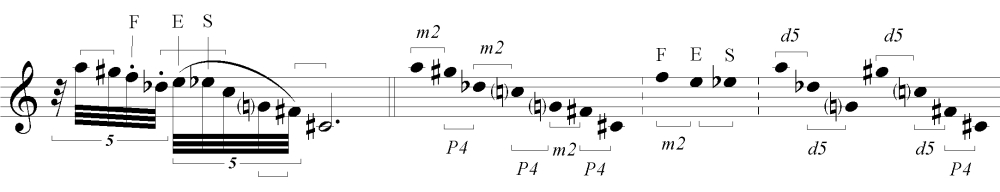
Intervalos en Mitología de las Aguas de Brouwer, con el motivo "SEF" en retrógrado

El estreno de la obra fue acompañado de una coreografía visual y un diseño de iluminación especialmente concebido para la ocasión por Sef Albertz y el artista alemán Jürgen Maak.

Brouwer mismo estuvo presente en este concierto, coincidiendo con la celebración de su 70 aniversario.

## Recepción
"El viernes por la tarde, el numeroso público fue verdaderamente encantado con nueva música para flauta y guitarra, más proyecciones de video y láser"

## Discografía
El Dúo ALBERTZ ha realizado el estreno mundial discográfico de Mitología de las aguas, en el CD "Con Guitarra!"

(GfzM Leipzig, 2011)